# Kalāteh-ye Andādeh
Kalāteh-ye Andādeh (persiska: کلاته انداده) är en ort i Iran.   Den ligger i provinsen Khorasan, i den nordöstra delen av landet, 500 km öster om huvudstaden Teheran. Kalāteh-ye Andādeh ligger 1 059 meter över havet och antalet invånare är 706.
Terrängen runt Kalāteh-ye Andādeh är huvudsakligen platt, men norrut är den kuperad.Runt Kalāteh-ye Andādeh är det ganska glesbefolkat, med 29 invånare per kvadratkilometer. Närmaste större samhälle är Neqāb, 17,8 km öster om Kalāteh-ye Andādeh. Trakten runt Kalāteh-ye Andādeh är ofruktbar med lite eller ingen växtlighet.